# Покар, Брайан
Брайан Джеймс Покар (англ. Brian James Pockar; 27 октября 1959 года в Калгари, Альберта, Канада — 28 апреля 1992 там же) — фигурист из Канады, бронзовый призёр чемпионата мира 1982 года и первого юниорского чемпионата мира, трёхкратный чемпион Канады 1978—1980 годов в мужском одиночном катании.

## Спортивные достижения
| Соревнования/Сезоны                               | 1973-74 | 1974-75 | 1975-76 | 1976-77 | 1977-78 | 1978-79 | 1979-80 | 1980-81 | 1981-82 |
| ------------------------------------------------- | ------- | ------- | ------- | ------- | ------- | ------- | ------- | ------- | ------- |
| Зимние Олимпиады                                  |         |         |         |         |         |         | 12      |         |         |
| Чемпионаты мира                                   |         |         |         | 14      | 10      | 13      | 9       | 8       | 3       |
| Чемпионат мира по фигурному катанию среди юниоров |         |         | 3       |         |         |         |         |         |         |
| Чемпионаты Канады                                 | 3 Юн    |         |         | 2       | 1       | 1       | 1       | 2       | 2       |
| Skate Canada International                        |         |         |         | 11      | 5       | 3       |         | 2       |         |
| Nebelhorn Trophy                                  |         |         |         |         | 4       |         |         |         |         |
| Coupe des Alpes                                   |         |         |         |         | 2       |         |         |         |         |

## Смерть
У Покара был диагностирован СПИД, это и стало причиной его кончины в столь молодом возрасте.